# Marcin Flieger
Marcin Flieger (ur. 7 marca 1984 w Poznaniu) – polski koszykarz grający na pozycji rozgrywającego, brązowy medalista mistrzostw Polski z 2006 i 2012, obecnie zawodnik MKK Pyra Szkoła Gortata Poznań.
Flieger jest wychowankiem Pyry Poznań, w której grał w latach 2002–2004 i 2005–2006. Z klubem tym w 2000 roku, przed rozpoczęciem profesjonalnej kariery koszykarskiej, zdobył także tytuł wicemistrza Polski kadetów. Występował również w klubach Kotwica Kołobrzeg (2004–2005), Czarni Słupsk (2006-2007), AZS Politechnika Poznańska (2007–2008) i PBG Basket Poznań (2008–2009). W latach 2009–2012 występował w barwach Zastalu Zielona Góra. W czerwcu 2012 roku podpisał kontrakt z grającym wówczas w I lidze klubem WKS Śląsk Wrocław. Ze Śląskiem w sezonie 2012/2013 wywalczył awans do Polskiej Ligi Koszykówki. W maju 2013 roku podpisał kontrakt z występującymi w I lidze Wilkami Morskimi Szczecin. W czerwcu 2014 roku, po przyjęciu przez Wilki Morskie zaproszenia do występów w Polskiej Lidze Koszykówki w sezonie 2014/2015, przedłużył kontrakt z tym klubem.
W sezonie 2009/2010 otrzymał tytuł MVP sezonu zasadniczego rozgrywek I ligi. Został także wybrany do „pierwszej piątki” sezonu zasadniczego tych rozgrywek.
Od lipca 2015 roku zawodnik Polpharmy Starogard Gdański.

## Osiągnięcia
Drużynowe
- 2-krotny brązowy medalista mistrzostw Polski (2006, 2012)
- Awans do PLK ze Śląskiem Wrocław (2013)

Indywidualne
- MVP:
  - I ligi (2010)[10]
  - 29. kolejki TBL (2015/16)[12]
- Zaliczony do:
  - I składu:
    - I ligi (2010, 2019)[13][14]
    - grupy A II ligi (2022)[15]
- II skład I ligi (2013)[16]
- Uczestnik meczu gwiazd I ligi (2010)[17]

## Statystyki w Polskiej Lidze Koszykówki
| Sezon   | Drużyna             | M  | S5 | MPG  | FG%   | 3P%   | FT%   | RPG | APG | SPG | BPG | PPG |
| ------- | ------------------- | -- | -- | ---- | ----- | ----- | ----- | --- | --- | --- | --- | --- |
| 2005/06 | Czarni Słupsk       | 17 | 0  | 4,5  | 30,0% | 33,0% | 92,0% | 0,4 | 0,5 | 0,4 | 0,0 | 1,1 |
| 2006/07 | Czarni Słupsk       | 14 | 5  | 5,8  | 31,0% | 18,0% | 50,0% | 0,6 | 0,7 | 0,6 | 0,0 | 1,6 |
| 2008/09 | PBG Basket Poznań   | 18 | 4  | 10,3 | 39,0% | 18,0% | 76,0% | 0,8 | 0,5 | 0,8 | 0,0 | 4,1 |
| 2010/11 | Zastal Zielona Góra | 25 | 5  | 21,2 | 35,0% | 32,0% | 78,0% | 1,4 | 2,0 | 1,0 | 0,0 | 9,0 |
| 2011/12 | Zastal Zielona Góra | 41 | 2  | 15,7 | 36,0% | 24,0% | 87,0% | 1,2 | 1,6 | 0,6 | 0,0 | 5,9 |